# Águilas frente al sol
Águilas frente al sol ist ein mexikanischer Film aus dem Jahr 1932. Er wurde von dem aus Spanien stammenden Hollywoodstar Antonio Moreno gedreht, der als Filmregisseur im gleichen Jahr bereits den ersten mexikanischen Tonfilm Santa gedreht hatte. Bei Águilas frente al sol handelt es sich um einen Abenteuer- und Spionagefilm, dessen Drehbuch von Raphael J. Sevilla und Gustavo Sáenz de Sicilia geschrieben worden war. Die Handlung erzählt die Geschichte von Carmen, deren Vater an einer Krankheit gestorben ist. Um ihr Überleben zu sichern, arbeitet sie als Nagelpflegerin. Einer ihrer Kunden ist Frank, der sich in sie verliebt. Carmen weist ihn jedoch zurück, da sein Vater, ein amerikanischer Öl-Tycoon, mit seinen Handlungen für die Krankheit ihres Vaters verantwortlich war. Stattdessen geht sie zusammen mit Oscar nach Shanghai, der ihr versprochen hat, sie zu heiraten. Er verkauft sie aber an den Nachtclub-Besitzer Wu, in dessen Club sie singen und tanzen muss. Von Tanaka angeworben, kehrt Carmen nach einiger Zeit als Spionin nach Mexiko zurück, wo sie einige geheime Dokumente zu stehlen versucht. Sie tut sich dann aber mit Frank zusammen, der als Geheimagent arbeitet, um den asiatischen Agenten das Handwerk zu legen. Am Schluss des Films heiraten Carmen und Frank.
Águilas frente al sol wurde von der Produktionsfirma Compañía Nacional Productora de Películas finanziert. Den Schnitt nahm Fernando de Fuentes vor, der mit El anónimo im selben Jahr sein Regiedebüt vorgelegt hat.